# Victoria de Anda y Esquivel
Victoria de Anda y Esquivel (Vitoria, finales del siglo XV-Madrid, 1541) hija de Martín Pérez de Anda y Osana Díaz de Esquivel; y nieta por parte paterna de los poseedores de la casa fuerte de los Anda situada en la subida a la iglesia de Santa María (la torre de los Anda) de Vitoria.

## Biografía
Victoria se casó con el médico Fernán López de Escoriaza, un gran humanista que fue solicitado desde Inglaterra para ser el médico de la reina, Catalina de Aragón, y después del monarca Enrique VIII. A finales de la década de los veinte del siglo XVI, pasará a la corte del emperador Carlos V como protomédico. 
Desde 1517 a 1523, Victoria estuvo con su marido en la corte de Inglaterra. Durante su estancia en aquel país nació su hijo Enrique, en honor de su padrino el rey Enrique Vlll de Inglaterra. Fueron sus hijos Fortun, María, Enrique, Hernan y Juan. En 1524, Victoria de Anda se encontraba ya en Vitoria, donde acogió en su propia casa a dos embajadores de Enrique VIII que habían venido a tratar algunos asuntos con el emperador Carlos V que se encontraba también en Vitoria. 
A finales del año 1539 el matrimonio Escoriaza Esquivel, a través de su hijo el comendador Escoriaza, solicitó al Ayuntamiento de Vitoria un solar donde edificar su casa, en la parte alta de la ciudad, sobre el muro viejo. La petición le fue concedida y pronto se iniciaron las obras del palacio que hoy conocemos como de Escoriaza-Esquibel. Ninguno de los dos lo debió ver terminado ya que ambos murieron en Madrid en 1541, con pocos meses de diferencia. El 18 de septiembre de ese mismo año tuvieron lugar en la iglesia de San Vicente las honras fúnebres por el matrimonio. El 31 de agosto el doctor Escoriaza daba poder a su tío, el licenciado Aguirre para que otorgara el testamento de ambos (21 de diciembre de 1541). En él, Victoria de Anda encargaba que se ocuparan de la capilla y enterramiento que tenían acordado hacer en la iglesia de Santa María. Del mismo modo, ambos ordenaban que sus cuerpos fueran depositados en el monasterio dominico de Nuestra Señora de Atocha de Madrid, durante dos años, al cabo de los cuales debían ser trasladados a la capilla de San Roque de la iglesia colegial de Santa María de Vitoria; y si esto no pudiera llegar a hacerse, ordenaban ser sepultados en la capilla mayor del monasterio de Santo Domingo de Vitoria, en la sepultura donde yacía el padre de Fernán López de Escoriaza. El traslado tuvo lugar en 1548, una vez terminada la capilla de San Roque, y así el 3 de junio llegaban desde Madrid los restos del matrimonio, al mismo tiempo que los de la primera mujer del Comendador e hijo de Victoria y Fernán, María de Esquivel, fallecida en Valladolid en 1542.